# 5-та флотилія підводних човнів Крігсмаріне
5-та флотилія підводних човнів крігсмаріне — підрозділ військово-морського флоту Третього Рейху.

## Історія
Оберлейтенант цур зеє Ганс Іоаким Емсман, служив командиром-підводником під час Першої світової війни. У десяти бойових походах він потопив 27 кораблів сумарного тоннажу  9221 брт. Емсман загинув 28 жовтня 1918 року, коли його човен U-116, який намагався пробратися в Скапа-Флоу, підірвався на міні.
Флотилія «Емсман», названа на його честь, була сформована 1 грудня 1938 року в Кілі під командуванням корветтен-капітана Ганса-Рудольфа Резінга з човнів типу II-C. Дві з них, U-60 та U-61, до жовтня 1939 року використовувалися як навчальні. У січні 1940 року флотилія «Емсман» була розформована і всі її човни були переведені в 1-шу флотилію. У червні 1941 року вона була відтворена як 5-та навчальна флотилія і проіснувала до кінця війни.

## Склад
До 5-ї флотилії були приписані 6 човнів типу II-C: U-56, U-57, U-58, U-59, U-60, U-61.

## Командири
| Час                           | Командуючий флотилією                                    |
| ----------------------------- | -------------------------------------------------------- |
| Грудень 1938 — січень 1940    | Корветтен-капітан Ганс-Рудольф Резінг;                   |
| Липень 1941 — серпень 1942    | Капітан-лейтенант Карл-Гайнц Меле;                       |
| Вересень 1942 — листопад 1942 | Корветтен-капітан Ганс Паукштадт (виконувач обов'язків); |
| Листопад 1942 — травень 1945  | Капітан-лейтенант Карл-Гайнц Меле;                       |